# Star Wars: Knights of the Old Republic II – The Sith Lords
Star Wars: Knights of the Old Republic II – The Sith Lords er opfølgeren til det populære rollespil Star Wars: Knights of the Old Republic. Det udkom ligesom det første både til Xbox og computer. Spillet blev dog i modsætning til 1'eren ikke udviklet af BioWare (da de var optaget af andre titler, som Jade Empire og Dragon Age) men derimod Obsidian Entertainment.KOTOR II bruger en opgraderet version af spilmotoren brugt i det første spil.
Historien finder sted fem år efter afslutningen i det første spil, og handler om et set nye figurer. Som i det første spil kan spilleren tage valg som fører ham eller hende nærmere Den lyse side eller Den mørke side. Slutningen af historien afhenger af disse valg.